# (710) Gertrud
(710) Gertrud es un asteroide perteneciente al cinturón de asteroides descubierto el 28 de febrero de 1911 por Johann Palisa desde el observatorio de Viena, Austria.
Está posiblemente nombrado en honor de Gertrud Rheden, nieta del descubridor.
Forma parte de la familia asteroidal de Temis.